# Jogos Délficos da Era Moderna

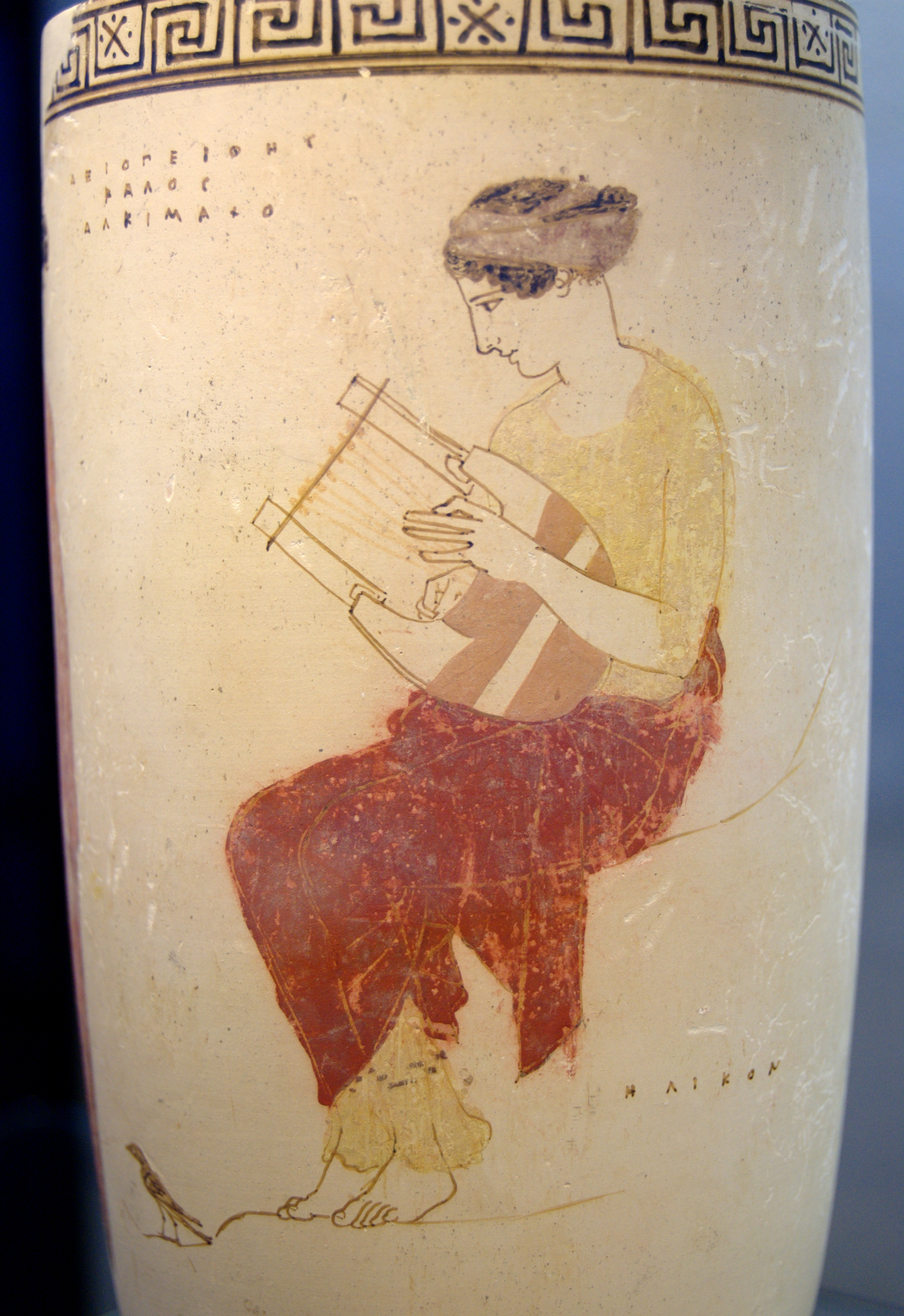
Uma Musa com Kithara no Monte Hélicon (440-430 AC), Pintor de Aquiles

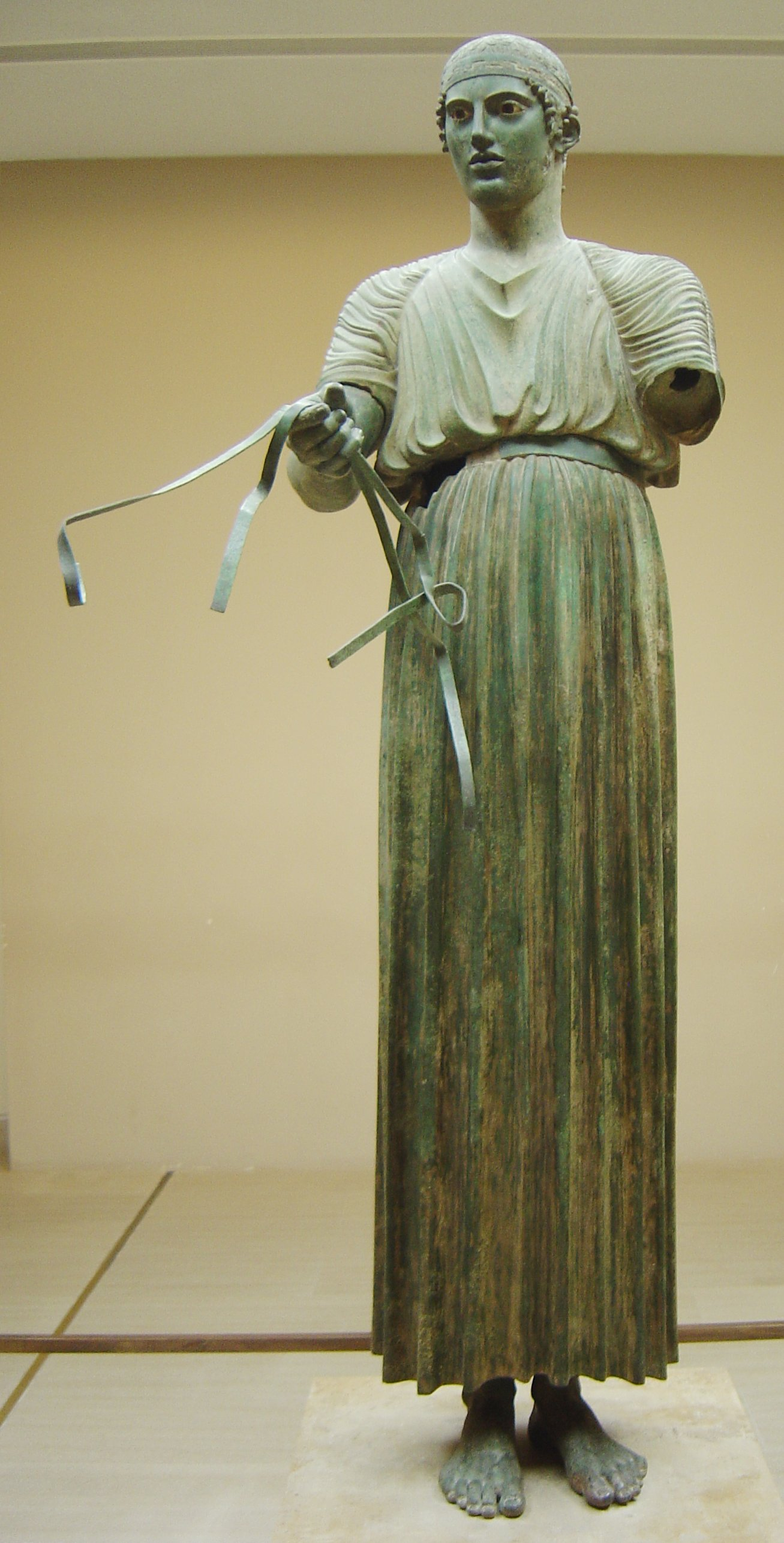
Estátua de um auriga (478-474 AC)

Os Jogos Délficos da Era Moderna consistem em apresentações, exposições, competições e outras atividades em seis ramos diferentes da arte. Eles são inspirados nos Jogos Délficos da Grécia Antiga.

## Referência histórica

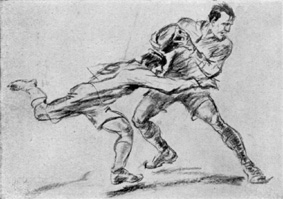
Jean Jacobi a partir de Luxemburgo - Medalha de Ouro para o desenho "Rugby". Concursos de arte nos IX Jogos Olímpicos de Verão de 1928 de Amesterdão

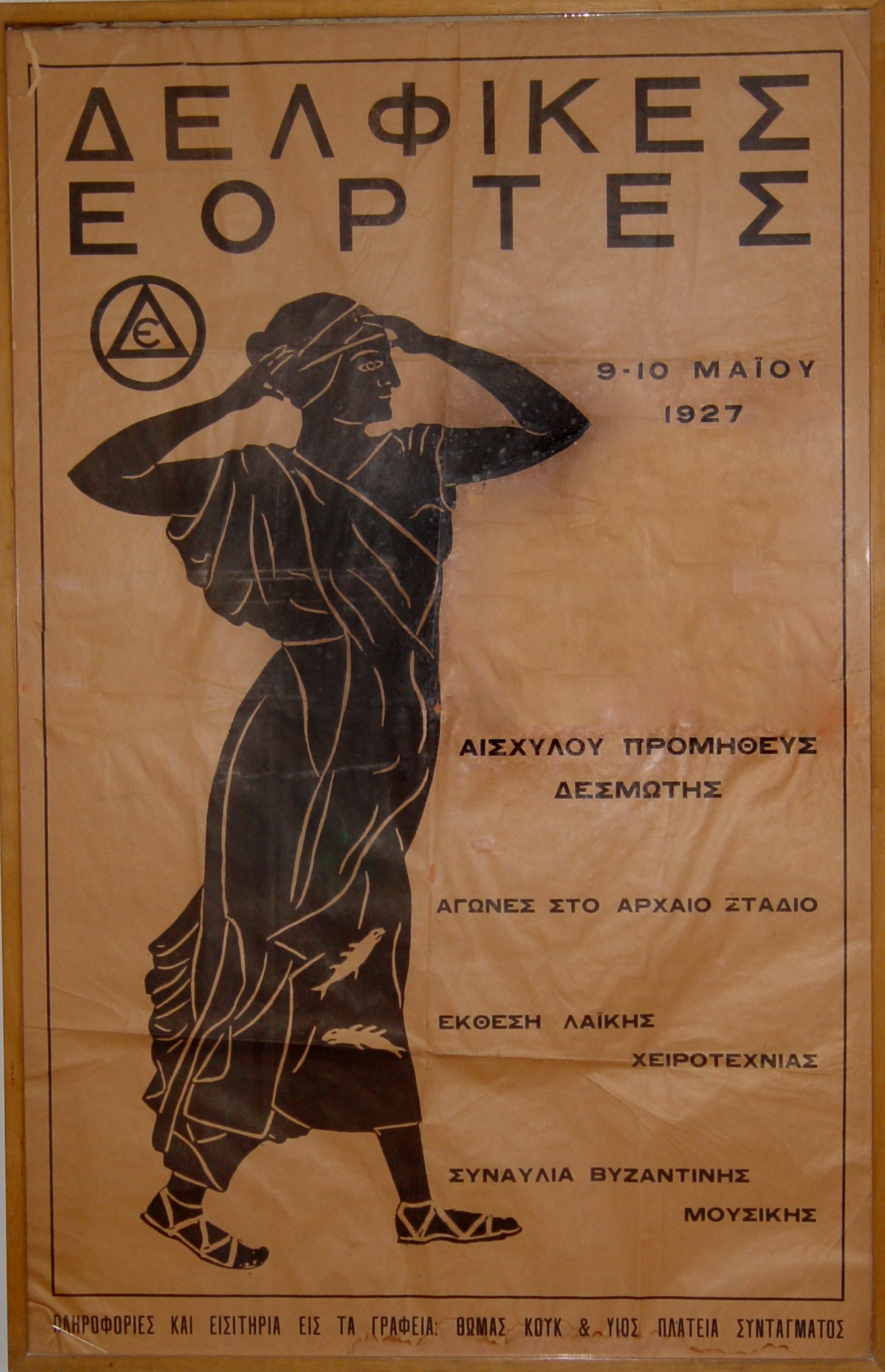
Cartaz do Festival de Delfos de 1927

Um dos quatro Jogos Pan-Helénicos foram os Jogos Píticos, em Delfos. Elas aconteciam a cada quatro anos, sempre um ano antes de os antigos Jogos Olímpicos. Os líderes espirituais têm formado os Jogos Délficos para realizar aquilo que eles podem, como maravilhas, teatro, música, poesia para louvar a Apolo deus da luz maravilhosa, o símbolo da Oráculo .
No ano 394 dC, Teodósio I, o imperador do Império Bizantino proibiu todos os jogos pan-helênicos por ser eventos pagãos.
Desde 1912 até 1948, graças à iniciativa de Pierre de Coubertin Competições artísticas nos Jogos Olímpicos foram realizadas em vários países.  Medalhas foram concedidas para obras que dizem respeito exclusivamente ao Desporto .
Houve também uma tentativa de reviver os Jogos Píticos no sítio arqueológico de Delfos, graças à iniciativa do poeta grego Ángelos Sikelianós  e sua esposa Eva Palmer. Em 1927, o primeiro Festival de Delfos foi realizado em um único país - a Grécia, mas o renascimento foi abandonado devido aos custos excessivos de organizá-lo. Atualmente, existe uma vez por ano no verão em Delfos os Festivais de Delfos, focado principalmente em turistas .

## Jogos délficos da era moderna

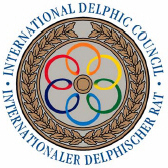
Brasão de armas do Conselho Internacional de Delfos, foi projetado e patenteado por Christian Kirsch, 1995

Na segunda metade do século XX, o  Movimento Internacional Délfico foi desenvolvido. Em 1987, o Música Magna International (MMI) foi fundado - como uma rede internacional de contatos culturais como a Associação para a reintrodução dos Jogos Délficos. . 
A convite do J. Christian B. Kirsch - o fundador do MMI, em 1994, cem anos após o renascimento dos Jogos Olímpicos, os representantes da Alemanha,Argentina, Áustria, Cazaquistão, China, Chipre, Equador, Eslováquia, Estados Unidos, Filipinas, França, Grécia, , Líbia, Lituânia, México, Nigéria, , Polônia, Rússia  reuniram-se para o congresso de fundação do Conselho délfico Internacional em Berlim em Schloss Schönhausen .  Os Jogos Délficos da era moderna promovem o diálogo entre todas as culturas.O Conselho Délfico Internacional  propôe o diálogo entre os povos e apoia a paz internacional . 
Esta iniciativa tem recebido muitas cartas de apoio de todo o mundo, por exemplo, de Yehudi Menuhin , de Elena Obraztsova  e assim por diante .
Nacional Délfico Conselho da Geórgia (estabelecida 1996) em conjunto com a IDC realizou o primeiro júnior Delphic Games (Tbilisi-1997) com o apoio carta de UNESCO do Conselho da Europa   a partir do Parlamento de Geórgia.
O primeiro Jogos Délficos para adultos (Moscou-2000)  organizado pelo Nacional Délfico Conselho da Rússia, que desde 1999 era membro do IDC . Juntamente com a IDC tem NDC Rússia recebeu o apoio letra do Conselho da Europa. Assim como foi também em outros Jogos Délficos. .

## IDC e da Rússia NDC
Desde o início ,a Rússia desempenhou um papel ativo na formação do Movimento Délfico Internacional. .  No entanto, o  Conselho Délfico Nacional da Rússia, que era um membro da Conselho Délfico Internacional (IDC) desde 1999, depois separado do IDC.
Após 2003, muitos sites russos e meios de comunicação de massa central afirmaram que a Rússia fez reviver a ideia de Delfos, em 2000 . 

## Situação atual
Atualmente, as duas organizações estão conduzindo Delphic Games.
Conselho Délfico Internacional (IDC), fundado em 1994 em Berlim, com sede em Berlim, organizando e realizando desde 1997  Jogos Délficos Júnior na Geórgia, Alemanha e os Filipinas, bem como os Jogos Délficos Internacionais para os participantes adultos - na Rússia, Malásia, Coreia do Sul .
A nova organização - International Delphic Committee, com sede em Moscou, abriu seu site oficial em 2006 . Desde 2005 os Jogos Délficos Júnior na Rússia e os Jogos Délficos Júnior na Comunidade de Estados Independentes são conduzidos pelo International Delphic Committee. Estes Jogos Délficos Júnior são dedicados a importantes eventos nacionais .  Este International Delphic Committee realizou também em setembro de 2008, o segundo Jogos Délficos Internacionais que ocorreram  em Saratov / Rússia, mas sua legitimidade foi posta em xeque. .

## Lista
| Ano  | Ordem         | Cidade        | País          | Cerimônia de abertura  | Cerimônia de encerramento |
| ---- | ------------- | ------------- | ------------- | ---------------------- | ------------------------- |
| 2000 | I             | Moscou        | Rússia        | 1 de dezembro de 2000  | 7 de dezembro de 2000     |
| 2005 | II (Conselho) | Kuching       | Malásia       | 1 de setembro de 2005  | 7 de setembro de 2005     |
| 2008 | II (Comitê)   | Saratov       | Rússia        | 19 de setembro de 2008 | 25 de setembro de 2008    |
| 2009 | III           | Jeju          | Coreia do Sul | 9 de setembro de 2009  | 15 de setembro de 2009    |
| 2013 | IV            | Atenas Delfos | Grécia        | 23 de setembro de 2013 | 28 de setembro de 2013    |

| Ano  | Ordem | Cidade      | País          | Cerimônia de abertura  | Cerimônia de encerramento |
| ---- | ----- | ----------- | ------------- | ---------------------- | ------------------------- |
| 1997 | I     | Tiblíssi    | Geórgia       | 25 de abril de 1997    | 30 de abril de 1997       |
| 2003 | II    | Düsseldorf  | Alemanha      | 27 de agosto de 2003   | 31 de agosto de 2003      |
| 2007 | III   | Baguio      | Filipinas     | 10 de novembro de 2007 | 15 de novembro de 2007    |
| 2011 | IV    | Joanesburgo | África do Sul | 14 de novembro de 2011 | 20 de novembro de 2011    |